# Blackground Records
Blackground Records 2.0 (nome legal Blackground Records, LLC, anteriormente conhecida como Blackground Records, também conhecida como Blackground Entertainment) é uma gravadora musical estadunidense fundada e de propriedade de Jomo e Barry Hankerson. Inicialmente chamada de Blackground Enterprises, a gravadora mudou seu nome para Blackground Entertainment e, posteriormente, para Blackground Records em 2000. Em 2021, a gravadora foi renomeada para Blackground Records 2.0, renovando sua empresa e catálogo para serviços de streaming, em parceria com a Empire Distribution. A gravadora cooperou com uma editora fundada por Hankerson, chamada Black Fountain Music.

## História

### 1993–1996: Jive Records
Barry Hankerson formou a Blackground em 1993, após tentativas frustradas de contratar sua sobrinha Aaliyah para grandes gravadoras. Usando sua conexão com o cantor R. Kelly, de quem era empresário na época, Hankerson conseguiu um contrato com a Jive para distribuir o lançamento do álbum de estreia de Aaliyah, Age Ain't Nothing But a Number (1994).

### 1993–1996: Atlantic Records
Após a finalização dos trabalhos de Aaliyah com R. Kelly, a Jive e a Blackground concordaram em rescindir o contrato em 1996, e Hankerson assinou um lucrativo acordo de distribuição com Craig Kallman, da Atlantic. Meses depois, Aaliyah lançou seu segundo álbum de estúdio, One in a Million, e a Blackground assinou com dois grupos musicais, Both Ends e Kashmere (suas músicas nunca foram lançadas).
Após críticas positivas ao álbum de Aaliyah, o produtor Timbaland conseguiu seu próprio contrato artístico com a Blackground e em 1997 lançou Welcome to Our World, um álbum de colaboração com o rapper Magoo, bem como seu álbum solo Tim's Bio: Life from da Bassment em 1998. O vocalista de apoio de Aaliyah, Tank, também conseguiu seu contrato com a Blackground em 1998.

### 2000–2001: Virgin Records
Após o término do contrato com a Atlantic em 2000, a Blackground mudou para a Virgin.
Aaliyah foi produtora executiva da trilha sonora do filme Romeo Must Die (2000), no qual estreou como atriz. Aaliyah contribuiu com quatro músicas para a trilha sonora. "Try Again" foi lançada como single da trilha sonora; a canção alcançou o topo da Billboard Hot 100, fazendo de Aaliyah a primeira artista na história a liderar o gráfico dependendo apenas de airplay. Seu videoclipe venceu os prêmios de Melhor Videoclipe Feminino e Melhor Videoclipe de um Filme no MTV Video Music Awards de 2000. A canção também foi indicada ao prêmio de Melhor Performance Vocal Feminina de R&B no Grammy Awards. A trilha sonora vendeu 1.5 milhão de cópias nos Estados Unidos.
Em 2001. após a morte de Aaliyah, seu terceiro e último álbum de estúdio alcançou o topo da Billboard 200, tornando-se o primeiro projeto da gravadora a liderar o gráfico, bem como o álbum mais vendido do selo. Aaliyah vendeu mais de 13 milhões de cópias mundialmente, se configurando como um dos álbuns mais vendidos de século XXI. O acidente de avião de Aaliyah em agosto de 2001 resultou na separação da Blackground e da Virgin algumas semanas depois. Um novo contrato de distribuição foi assinado com a Universal Records em dezembro de 2001.

### 2001–2012: Universal e Interscope Records
A partir de 2003, o foco da Blackground mudou para o pop e o rock, contratando artistas predominantemente brancos, começando com a adolescente da Nova Inglaterra, Joanna "JoJo" Levesque. Seu álbum de estreia homônimo foi lançado no ano seguinte, entrando na parada Billboard 200 na quarta posição e recebendo o certificado de platina da Recording Industry Association of America (RIAA). Em 2006, seu segundo álbum, The High Road, estreou em terceiro lugar na parada de álbuns e recebeu o certificado de ouro. Até o momento, JoJo vendeu mais de seye milhões de discos em todo o mundo. Seus singles "Leave (Get Out)" e "Too Little Too Late" foram escritos por Soulshock & Karlin e Billy Steinberg, respectivamente. JoJo esteve envolvida em uma disputa legal de anos com a gravadora, que começou em 2009 e terminou em 2014. Durante esse tempo, JoJo recebeu apoio de sua amiga Taylor Swift, que se referiu à situação da Blackground como "frustrante" anos antes de enfrentar uma batalha semelhante com sua gravadora sobre a propriedade de suas músicas. JoJo regravou seu catálogo da Blackground em 2018 para disponibilizá-lo em serviços de streaming, enquanto os álbuns originais foram relançados em 2021.
Em 2006, a Blackground lançou o álbum Soundtrack to Your Life, de Ashley Parker Angel, ex-integrante do O-Town, precedido pelo single principal "Let U Go". Um ano depois, o single de estreia "Forget You", de L.A.X. Gurlz, estreou no programa TRL da MTV, no segmento "First Look". A canção foi incluída no sampler Universal Republic Records A&R para março de 2007 e foi adicionada às listas Top 40 e Hot AC ao redor dos Estados Unidos. "Forget You" foi incluída na 98ª posição da lista das 100 Melhores Canções de Grupos Femininos de Todos os Tempos da revista Billboard. L.A.X. Gurlz fez uma turnê promocional aparecendo em estações de rádio e eventos, incluindo o lançamento de Guitar Hero III: Legends of Rock, antes de se separarem em 2008.
Em 2010, a Blackground firmou parceria com o ex-vice-presidente sênior de promoção da Universal Motown, Gary Marella, para distribuir seu novo selo, a Roma Records. O primeiro contratado foi Jordy Towers, anteriormente conhecido como Optimus. Ele agora faz parte da banda SomeKindaWonderful. Mais tarde naquele ano, a Blackground contratou uma nova artista, Crystal Nicole, mais conhecida como Cri$tyle, que começou sua carreira como compositora e já compôs músicas para Mariah Carey, Rihanna, Keke Palmer e muitas outras. Em junho de 2011, Crystal lançou seu primeiro single, "Pinch Me", produzido por Jermaine Dupri e Bryan-Michael Cox.

### 2012–2019: Reservoir Media Management
Em julho de 2012, após o término do contrato de distribuição com a Interscope Records, a Blackground assinou um novo contrato com a Reservoir Media Management. Após conversar com o CEO da Reservoir, Rell Lafargue, a Billboard informou que a Reservoir encontraria canais de sincronização para as músicas de Aaliyah na televisão e no cinema, relançaria suas músicas digitalmente e ofereceria licenças para samples e covers. Esses planos foram suspensos depois que outra empresa, a Craze Productions, reivindicou os direitos de distribuição das músicas da falecida artista. Em 20 de março de 2013, a Reservoir entrou com uma ação judicial contra a Craze e, em setembro de 2015, o júri concordou que a Craze distribuiu músicas ilegalmente por meio de serviços online e que a distribuidora legítima do catálogo da Blackground Records era a Reservoir Media Management. Apesar da decisão positiva, o lançamento prometido para serviços de streaming não aconteceu, e a Craze Productions continuou distribuindo ilegalmente online as músicas de Aaliyah dos anos posteriores à Jive (suas gravações da Jive são controladas pela Sony Music, atual proprietária da Jive Records). Em dezembro de 2016, a Complex escreveu um artigo detalhado sobre a Blackground, Barry Hankerson e seu papel na ausência da música de Aaliyah. No início de 2019, informações sobre o catálogo do Blackground foram removidas do site oficial da Reservoir.
Em 5 de agosto de 2012, o rapper canadense Drake lançou "Enough Said", interpretada por Aaliyah com vocais adicionais gravados pelo rapper. Originalmente gravada antes da morte da cantora em 2001, Drake finalizou a canção com o produtor 40. "Enough Said" foi lançada pela Blackground Records através da sua conta da SoundCloud. Foi enviada às estações de rádio urbanas e rítmicas em 21 de agosto. A canção alcançou a 55ª posição do gráfico Hot R&B/Hip-Hop Songs.
O último álbum de estúdio lançado pela gravadora foi Shock Value II (2009), de Timbaland, com os singles "Morning After Dark", "Say Something", "Carry Out" e "If We Ever Meet Again". Os ex-artistas do Blackground JoJo, Toni Braxton e Tank lançaram álbuns pela Atlantic Records depois de deixar a gravadora.

### 2021–presente: Blackground 2.0 e Empire Distribution
Em agosto de 2021, a Blackground foi renomeada para Blackground 2.0, com Barry Hankerson permanecendo como fundador. A Blackground 2.0 assinou um contrato de distribuição com a Empire Distribution, que relançou o catálogo da gravadora em plataformas de download digital e serviços de streaming. O catálogo de Aaliyah começou a ser relançado em ordem cronológica, começando com One in a Million em 20 de agosto de 2021. Seu espólio, administrado por sua mãe e seu irmão Rashad, se opôs publicamente ao novo acordo.
Em 25 de agosto de 2021, Barry Hankerson revelou em uma entrevista ao Big Tigger para a WVEE que um quarto (e provavelmente último) álbum de estúdio de Aaliyah, intitulado Unstoppable, seria lançado em "questão de semanas". O álbum contará com Drake, Snoop Dogg, Ne-Yo, Chris Brown e Future, e usará vocais inéditos de antes do falecimento de Aaliyah. Hankerson compartilhou que este será o fim das novas músicas da falecida estrela e acrescentou: "Acho maravilhoso. É um processo muito emocionante. É muito difícil ouvi-la cantar quando ela não está aqui, mas passamos por isso". Em celebração ao relançamento de Aaliyah, a Blackground lançou um comercial animado intitulado "It's Been a Long Time" (em um estilo semelhante ao comercial original do álbum de 2001), dirigido por Takahiro Tanaka, mostrando Aaliyah ressuscitando sua música de um grande cofre subterrâneo. Até junho de 2025, o álbum Unstoppable ainda não havia sido lançado, sem nenhum anúncio da Blackground Records 2.0.
Em outubro de 2021, a Billboard revelou por meio de um artigo que a primeira contratada da Blackground 2.0, Autumn Marini, lançaria seu single de estreia, "Drive", em 12 de novembro de 2021. Além disso, a Blackground apresentou seu mais recente artista, Elijah Connor. A mais recente contratação da Blackground 2.0, Miracle King, lançou seu single de estreia "My Dawg" com G Herbo em 20 de maio de 2022. Outros artistas contratados em 2022 incluem o ex-artista da Grand Hustle, Yung Booke, e Rob Jones, cujo single de estreia foi um cover da música "Cold" de Chris Stapleton.